# Louise Catharine Harriers-Wippern

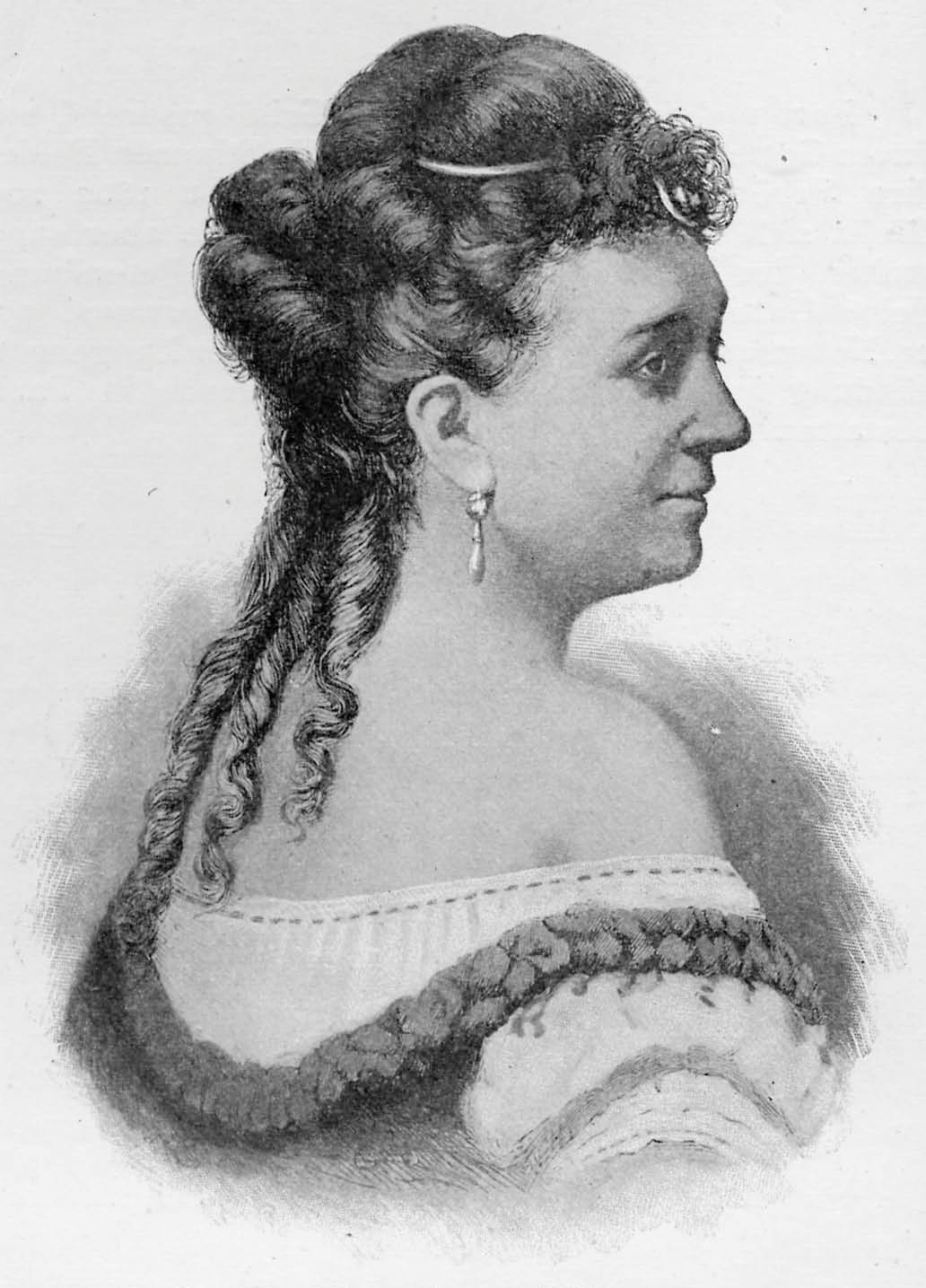
Louise Catharine Harriers-Wippern (1836–1878), Opernsängerin

Louise Catharine Harriers-Wippern (* 28. Februar 1836 in Hildesheim; † 5. Oktober 1878 in Görbersdorf in Schlesien) war eine königlich preußische Kammersängerin.
Schon als Kind zeige sie ihre musikalisches Talent und wurde von ihren Eltern auch darin gefördert. Mit 10 Jahren kam sie zu den Ursulinen nach Duderstadt, wo zu zunächst bleiben wollte. Mit 15 Jahren war sie bereits eine bekannte (und bezahlte) Sängerin im Domchor in Hildesheim. Anschließen ging sie 1855 nach Hannover, wo sie Gesangsunterricht erhielt. Bereits 1856 ging sie weiter nach Hamburg, wo sie Schülerin von Franziska Cornet wurde. Hier erhielt sie auch Schauspielunterricht durch den Leiter eines dramaturgischen Instituts in Hamburg Dr. Karl Töpfer. Sie machte sich in Schüleraufführungen bereits einen Namen und erhielt schon 1857 ein Angebot an das Hoftheater in Karlsruhe zu kommen. Auf Anraten ihrer Lehrerin ging sie aber zu Hülsen nach Berlin, der sie nach der Probe für drei Jahre unter Vertrag nahm. Das Berliner Publikum sah sie zum ersten Mal am 1. September 1857 als Agathe im „Der Freischütz“. Sie beherrschte die Soubrettenpartien und war auch als Koloratur- und dramatische Sängerin bekannt. Während der Sommerferien des Theaters ging sie im In- und Ausland auf Tournee. So konnte 1860 in Wien. Sie war von 1863 bis 1865 jeweils 6 Wochen an der italienischen Oper in London begeistern.
Sie wurde am 22. März 1867 zur königlichen Kammersängerin ernannt. Im Januar 1868 erkrankte sie während einer Gastspielreise nach Königsberg schwer an Diphtherie. Obwohl ihre Stimme nicht betroffen war, musste sie sich von der Bühne zurückziehen. Sie kurte in Italien und kehrte 1870 dann auf die Bühne zurück, wo noch 22 Mal auftrat. Aber im September 1871 ging sie endgültig in Pension. Ihre letzte Rolle war die Elisabeth im Tannhäuser in einer Galavorstellung für den in Berlin weilenden Zar von Russland.
Sie zog sich ins Privatleben zurück, machte noch einige private Konzerte und unterrichtete auch selber. Im Frühjahr 1878 verschlechterte sich ihr Zustand und zu ging im Mai 1878 zur Kur nach Görbersdorf in Schlesien, dort starb sie am 5. Oktober 1878. Sie wurde auf dem nahegelegenen Friedhof von Langwaltersdorf beigesetzt.
Louise Wippern heiratete im Dezember 1859 in Bückeburg ihren Jugendfreund den Architekten Eduard Harriers (* 16. Juli 1829; † Dezember 1887), sie nannte sich von nun an Harriers-Wippern. Das Paar hatte mehrere Kinder.